# Catacercus fuegianus
Catacercus fuegianus là một loài nhện trong họ Linyphiidae.
Loài này thuộc chi Catacercus. Catacercus fuegianus được Albert Tullgren miêu tả năm 1901.